# Joensuu (Finlande)
Joensuu est une ville située dans l'est de la Finlande, dans la province de la Finlande orientale (Itä-Suomen lääni, en finnois) chef-lieu de la région de Carélie du Nord.
La ville est fondée en 1848 et compte environ 75 000 habitants,, 115 000 dans la région économique.
Cité étudiante, elle est l'hôte de plus de 6 000 étudiants suivant des cours à l'université de l'Est de la Finlande et de plus de 3 500 autres étudiant à l'université des sciences appliquées de Carélie du Nord.

## Histoire
La ville de Joensuu fut fondée par le tsar Nicolas Ier de Russie en 1848. Pendant le XIXe siècle, Joensuu était une cité commerciale et manufacturière; la levée des restrictions contre l'industrie et l'attribution de droits commerciaux exclusifs en 1860 firent croître et rendirent prospère les scieries locales. Avec l'amélioration du trafic maritime découlant de la construction du canal de Saimaa, un commerce actif entre la Carélie du Nord, Saint-Pétersbourg et l'Europe centrale devenait possible. Ainsi, à la fin du XIXe siècle, Joensuu était la plus grande cité portuaire de Finlande.
Au cours des siècles, les marchands caréliens ont voyagé le long de la rivière Pielisjoki. Cette dernière ayant d'ailleurs toujours été le cœur de la ville. L'achèvement des canaux en 1870 permit à des milliers de bateaux à vapeur et de barges de naviguer sur la rivière durant cet âge d'or de la navigation fluviale. La Pielisjoki a aussi été une route importante du transport du bois, qui était transporté par flottaison vers les scieries de la ville, approvisionnant ces dernières, de même que toute l'industrie du bois, en matière première.
La proximité de la frontière orientale a joué un rôle important dans l'histoire de la ville. La république de Carélie frontalière permet de faire le lien avec les autres régions russes. Mais si la ville compte de nombreuses compagnies d'export qui poursuivent une longue tradition d'échanges avec l'extérieur, elle se donne également les moyens d'être attrayante, se dotant de spectacles culturels de qualité et prenant grand soin de conserver la nature environnante propre.
Joensuu a été surnommée la 'Capitale Forestière de l'Europe', en grande partie parce qu'on y trouve l'Institut Européen de la Forêt. Il y a en outre quelques autres établissements de recherche et d'éducation forestière dans la ville.
Joensuu a accueilli en 1995 l'exposition Asuntomessut, dans le quartier de Marjala.
La commune s'est largement agrandie en 2005 en fusionnant avec les municipalités rurales suivantes :
- Kiihtelysvaara (2 600 habitants)
- Tuupovaara (2 200 habitants)

## Géographie

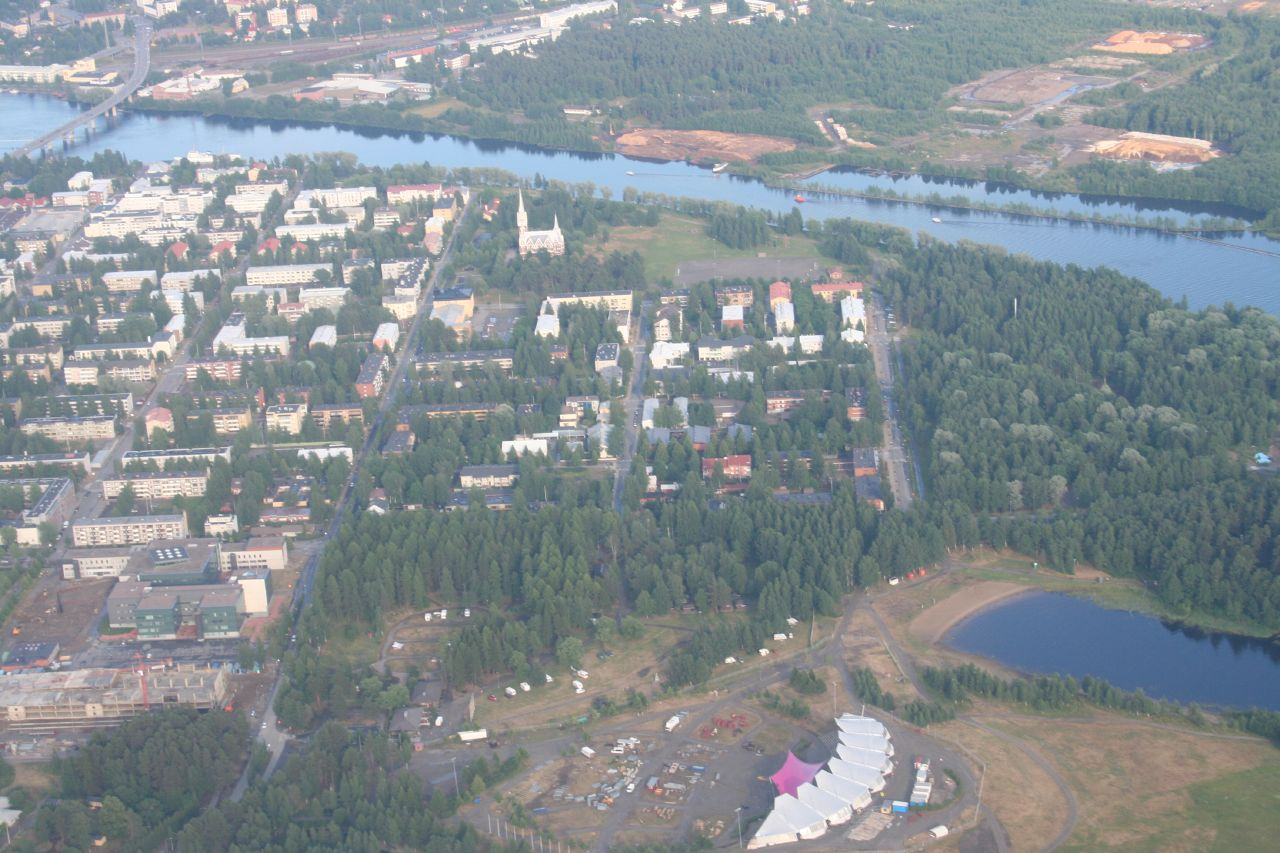
Vue aérienne de Joensuu

Depuis les dernières fusions municipales avec Tuupovaara et Kiihtelysvaara le 1er janvier 2005 puis avec Eno ja Pyhäselkä le 1er janvier 2009, la commune s'étend sur 75 km de long, du grand lac Pyhäselkä jusqu'à la frontière russe.
L'est de la commune est forestier, ponctué de petites collines glaciaires caractéristiques de la région, (vaara en finnois), classées paysage national.
La municipalité est divisée est 28 districts. Les municipalités voisines sont Ilomantsi, Kontiolahti, Lieksa, Liperi, Rääkkylä et Tohmajärvi.

## Lieux et monuments
- Mairie de Joensuu
- Botania (fi)
- Joensuu-areena (fi)
- Église de Joensuu
- Église d'Eno
- Église de Kiihtelysvaara
- Metla-talo
- Théâtre municipal de Joensuu
- Lycée mixte de Joensuu
- Église Saint-Nicholas (fi)
- Musée de Carélie du nord (fi)
- Musée d'art de Joensuu (fi)
- Marché de Joensuu (fi)
- Théâtre de Joensuu
- Église d'Hoilola
- Église de Rantakylä
- Théâtre d'été de Joensuu
- Plages de Joensuu (fi)
- Îles de Joensuu (fi)
- Mehtimäki (fi)
- Parcs de Joensuu (fi)
- Ponts de la Pielisjoki (fi)
- Église de Pielisensuu
- Église de Noljakka (fi)
- Église de Ultra (fi)
- Œuvres d'art et monuments mémoriaux (fi)
- Route du poème et de la frontière

## Démographie
Depuis 1980, la démographie de Joensuu a évolué comme suit,:
| Année      | 1980   | 1985   | 1990   | 1995   | 2000   | 2005   | 2010   |
| ---------- | ------ | ------ | ------ | ------ | ------ | ------ | ------ |
| population | 63 969 | 66 166 | 67 363 | 70 507 | 71 013 | 72 292 | 73 305 |

| Année      | 2015   | 2020   |
| ---------- | ------ | ------ |
| population | 75 071 | 76 453 |

## Économie
Joensuu est un centre régional en pleine croissance avec une économie axée sur les services.
Au 31 décembre 2018, le taux de chômage à Joensuu était de 14,7%.

### Principales sociétés
En 2020, les principales entreprises de Joensuu par chiffre d'affaires sont :
| Société                         | C.A.   |
| ------------------------------- | ------ |
| Veljekset Laakkonen Oy          | 388 M€ |
| Pohjois-Karjalan Osuuskauppa    | 345 M€ |
| E. Hartikainen Oy               | 227 M€ |
| Abloy Oy                        | 202 M€ |
| Binderholz Nordic Oy            | 116 M€ |
| K-Rauta Naumanen                | 89 M€  |
| PKS Sähkönsiirto Oy             | 85 M€  |
| PunaMusta Media                 | 58 M€  |
| Pohjois-Karjalan Sähkö Oy       | 53 M€  |
| Heikkinen Itä- ja Pohjois-Suomi | 51 M€  |

### Principaux employeurs
En 2020, les principaux employeurs sont :
| Employeur                                 | Emplois |
| ----------------------------------------- | ------- |
| Pohjois-Karjalan Osuuskauppa              | 1238    |
| Abloy Oy                                  | 730     |
| E. Hartikainen Oy                         | 704     |
| Veljekset Laakkonen Oy                    | 568     |
| Polkka - Pohjois-Karjalan tukipalvelut oy | 555     |
| Karelia Ammattikorkeakoulu Oy             | 347     |
| Ouneva Oy                                 | 345     |
| Binderholz Nordic Oy                      | 261     |
| Kesla Oyj                                 | 244     |
| Heikkinen Itä- ja Pohjois-Suomi           | 242     |

## Politique et administration

### Conseil municipal
| Partage des voix et taux de votes aux élections municipales |        |        |           |        |        |        |        |        |        |              |
| voix                                                        | sièges | sièges | sièges    | sièges | sièges | sièges | sièges | sièges | sièges | taux de vote |
| voix                                                        | SDP    | Kok.   | SKDL Vas. | Kesk.  | LKP    | SKL KD | SMP PS | Vihr.  | autres | taux de vote |
| 1976                                                        | 17     | 15     | 7         | 4      | 4      | 3      | 1      |        | --     | 73,8 %       |
| 1980                                                        | 19     | 15     | 5         | 6      | 2      | 3      | 1      |        | --     | 73,2 %       |
| 1984                                                        | 20     | 15     | 5         | 7      |        | 2      | 2      |        |        | 66,7 %       |
| 1988                                                        | 20     | 14     | 2         | 7      | 1      | 4      | 1      | 1      | 1a     | 64,0 %       |
| 1992                                                        | 22     | 11     | 3         | 6      |        | 3      | 2      | 4      |        | 66,6 %       |
| 1996                                                        | 20     | 13     | 2         | 9      |        | 2      | --     | 5      | --     | 54,9 %       |
| 2000                                                        | 20     | 11     | 2         | 9      |        | 4      |        | 5      | --     | 47,6 %       |
| 2004                                                        | 18     | 12     | 3         | 11     |        | 3      | --     | 4      | --     | 51,6 %       |
| 2008                                                        | 19     | 12     | 3         | 14     |        | 2      | 3      | 6      | --     | 54,1 %       |
| 2012                                                        | 17     | 10     | 3         | 13     |        | 2      | 8      | 6      | --     | 51,4 %       |
| 2021                                                        | 14     | 9      | 5         | 13     | -      | 2      | 8      | 7      | 1b     | 47,6 %       |
| a Alternative démocrate (fi) bMouvement maintenant          |        |        |           |        |        |        |        |        |        |              |
| Sources : Tilastokeskus, Ministère de la Justice            |        |        |           |        |        |        |        |        |        |              |

## Transports

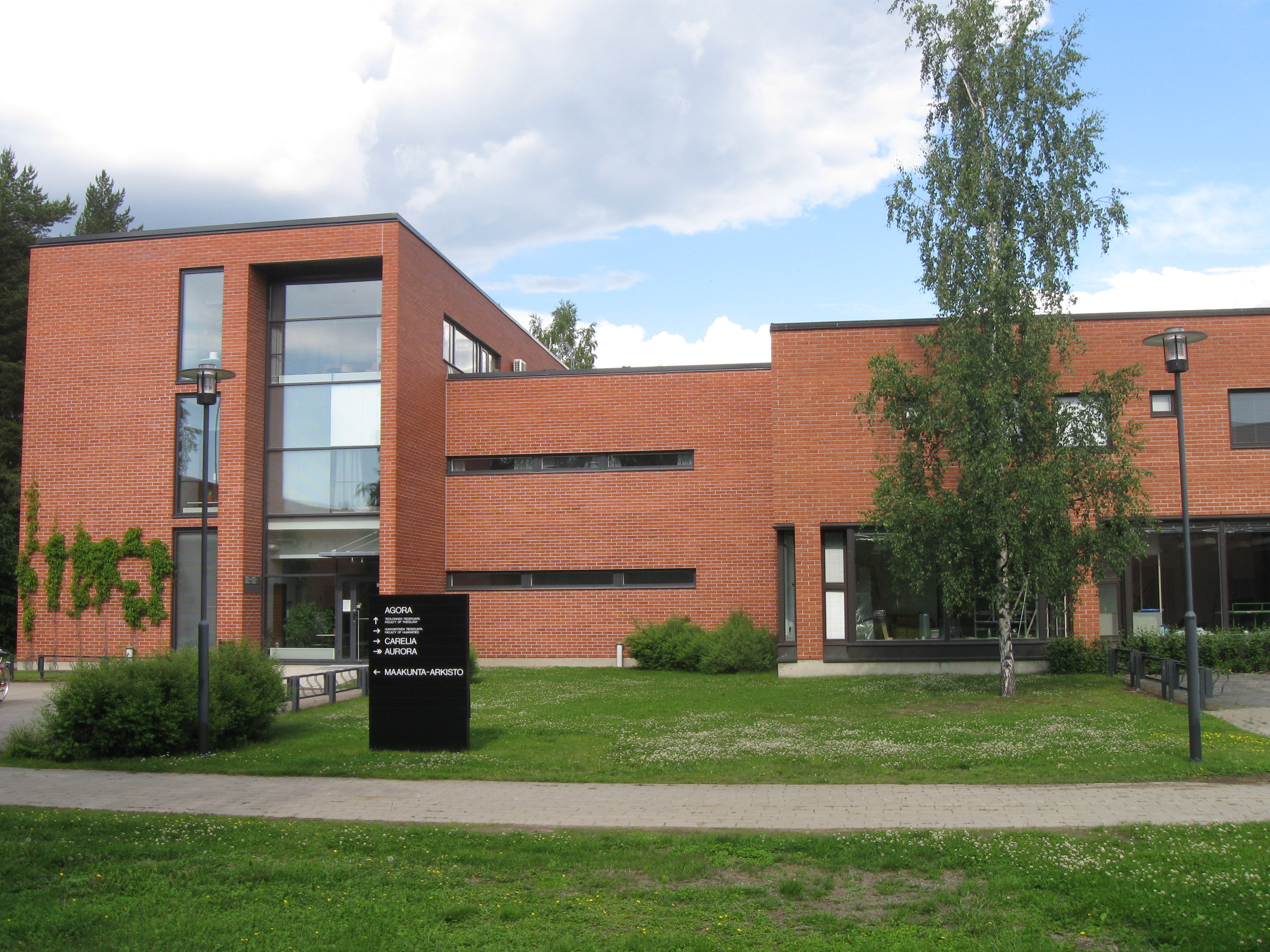
L'université de l'Est de la Finlande.

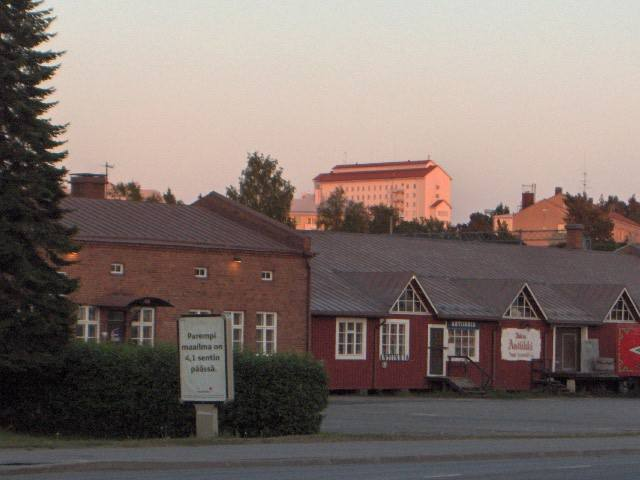
Le magasin de la gare ferroviaire de Joensuu en 2055.

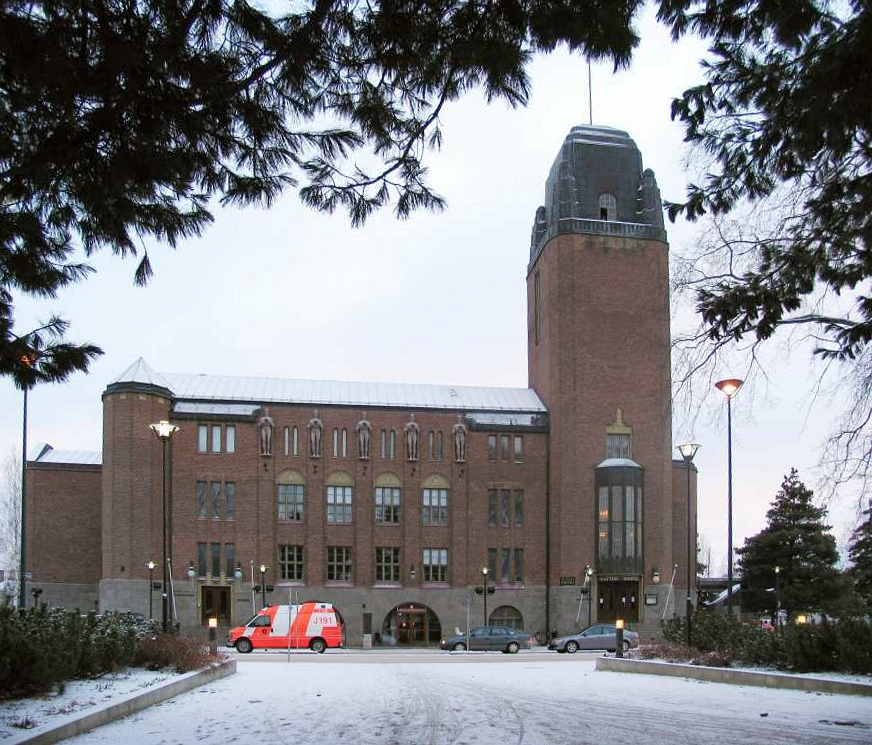
L'hôtel de ville, par Eliel Saarinen

### Eaux intérieures
Le port en eaux profondes d'Ukonniemi dans le quartier de Penttilä sert au transport de marchandises et le port de voyageurs est au centre-ville.
Le canal de Joensuu fait partie de la voie navigable de Pielinen.

### Aérien
L'aéroport de Joensuu-Liperi est situé à environ 11 km du centre-ville. 9e aéroport du pays quant au trafic (153 889 passagers en 2005), il est relié à la capitale Helsinki par Finnair et ses compagnies franchisées.

### Ferroviaire
VR relie Joensuu au reste du réseau finlandais.
Les transports à longue distance relient Joensuu au sud (Joensuu-Lappeenranta-Lahti-Helsinki), à l'ouest (Joensuu-Pieksämäki-Jyväskylä-Tampere-Turku) et au nord (Joensuu-Nurmes).
La voie vers l'ouest ne transporte plus que du bois.
L'ouverture de la nouvelle voie ferrée Kerava-Lahti en septembre 2006 a permis de faire diminuer le temps de trajet depuis Helsinki, le réduisant à 4h30 pour les trains les plus rapides.

### Routier
Joensuu est très excentrée vers l'est du pays, mais son statut de capitale régionale lui permet d'être néanmoins très bien reliée.
La nationale 6 est le grand axe de l'est, reliant Helsinki à Kajaani en longeant souvent la frontière russe. La nationale 9 fait le lien avec Kuopio et la nationale 23 avec Varkaus, Pieksämäki et Jyväskylä.
Joensuu est aussi desservi par les routes principales 73 et 74 ainsi que par les routes régionales 484, 492, 494, 495, 496, 501, 512, 513, 514, 515 et 518.
Joensuu est traversée par la route des églises de Carélie.
Distance avec les principales villes :
| - Hanko : 547 km - Helsinki : 438 km - Hämeenlinna : 412 km - Iisalmi : 204 km - Ivalo : 838 km - Jyväskylä : 244 km - Kajaani : 238 km - Kemi : 503 km - Kilpisjärvi : 983 km - Kokkola : 429 km | - Kotka : 344 km - Kouvola : 313 km - Kuusamo : 458 km - Kuopio : 138 km - Lahti : 337 km - Lappeenranta : 236 km - Mikkeli : 206 km - Nurmes : 129 km - Oulu : 395 km - Pieksämäki : 160 km | - Pori : 507 km - Porvoo : 399 km - Rovaniemi : 550 km - Savonlinna : 139 km - Seinäjoki : 435 km - Tampere : 395 km - Turku : 549 km - Utsjoki : 1 002 km - Vaasa : 493 km - Varkaus : 120 km |  |  |

## Jumelages
Joensuu est jumelée avec:
| Ville | Ville         | Pays | Pays      | Période                   |
| ----- | ------------- | ---- | --------- | ------------------------- |
|       | Hof-sur-Saale |      | Allemagne | depuis 1970               |
|       | Linköping,    |      | Suède     | depuis 1940               |
|       | Petrozavodsk, |      | Russie    | depuis 1994               |
|       | Tønsberg      |      | Norvège   | depuis 1948               |
|       | Vilnius,      |      | Lituanie  | depuis le 21 juillet 1970 |
|       | Ísafjörður    |      | Islande   | depuis 1948               |

## Galerie

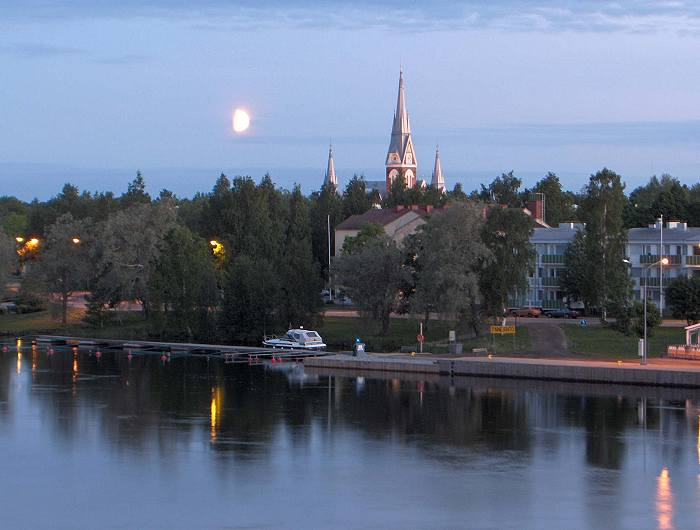
L'église de Joensuu au bord de la Pielisjoki
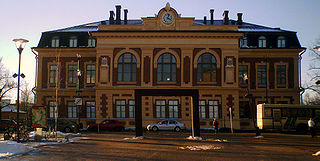
Le musée d'art.
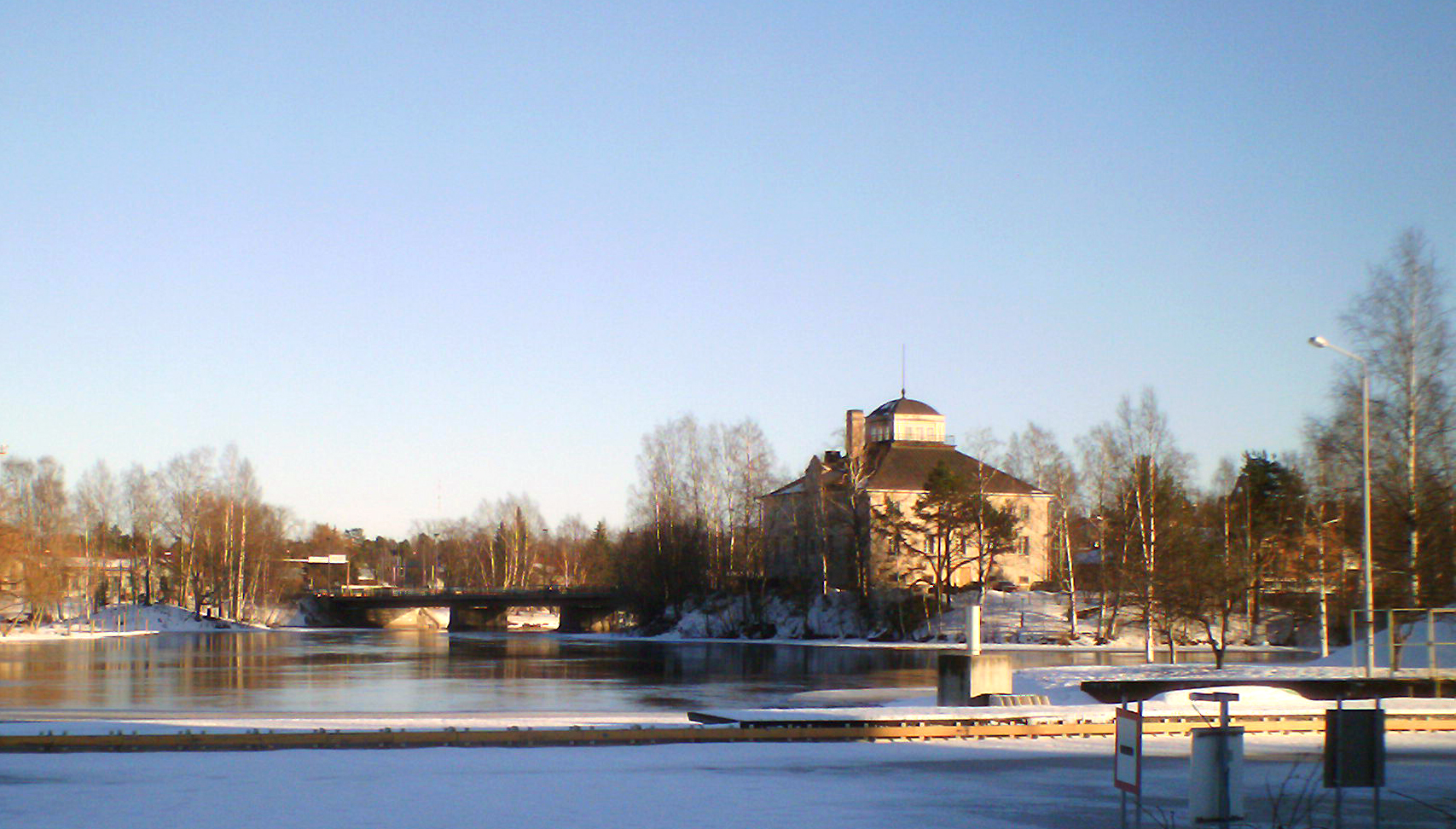
Le château de Pielisjoki.
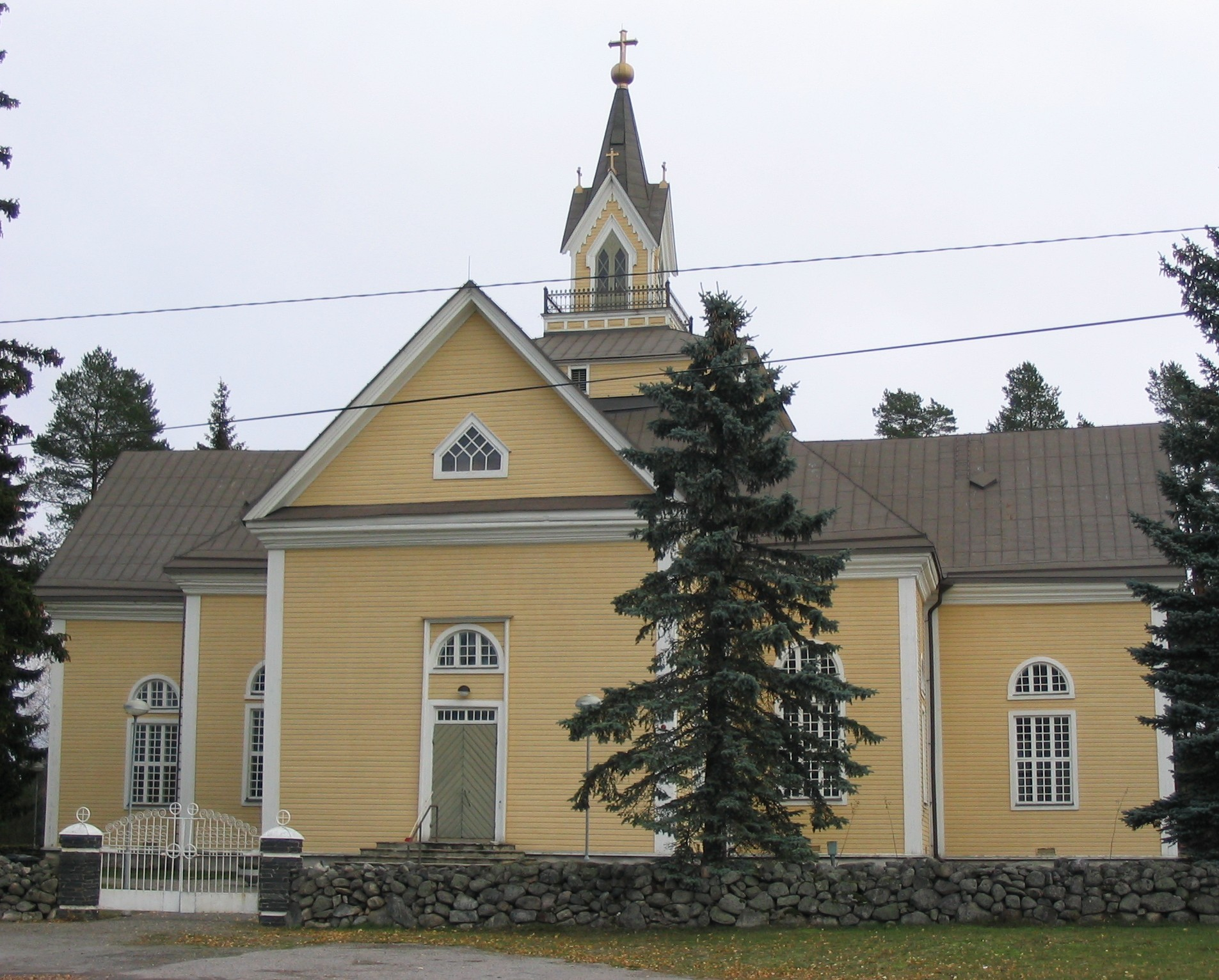
L'Église d'Eno.
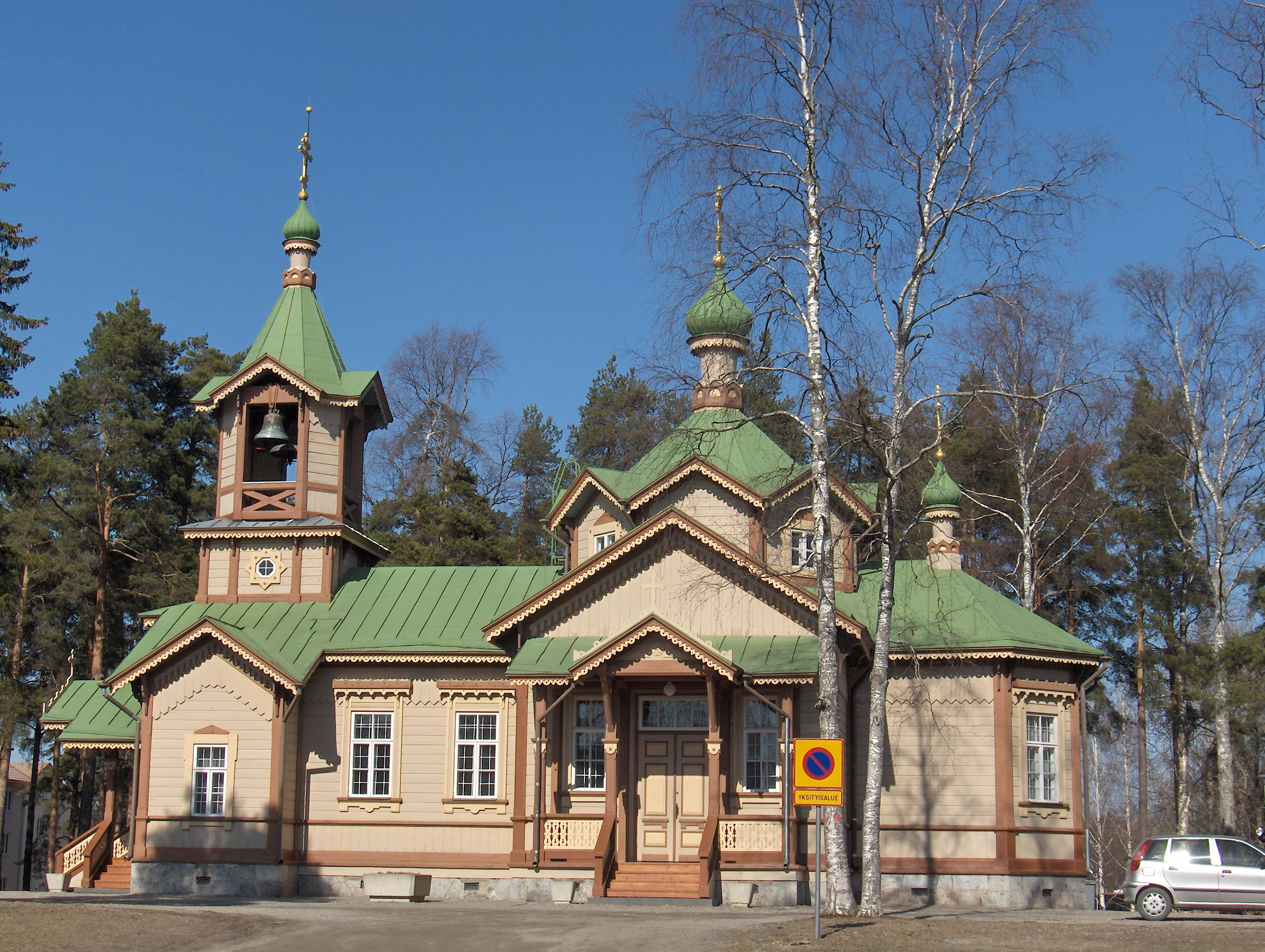
L'église orthodoxe.
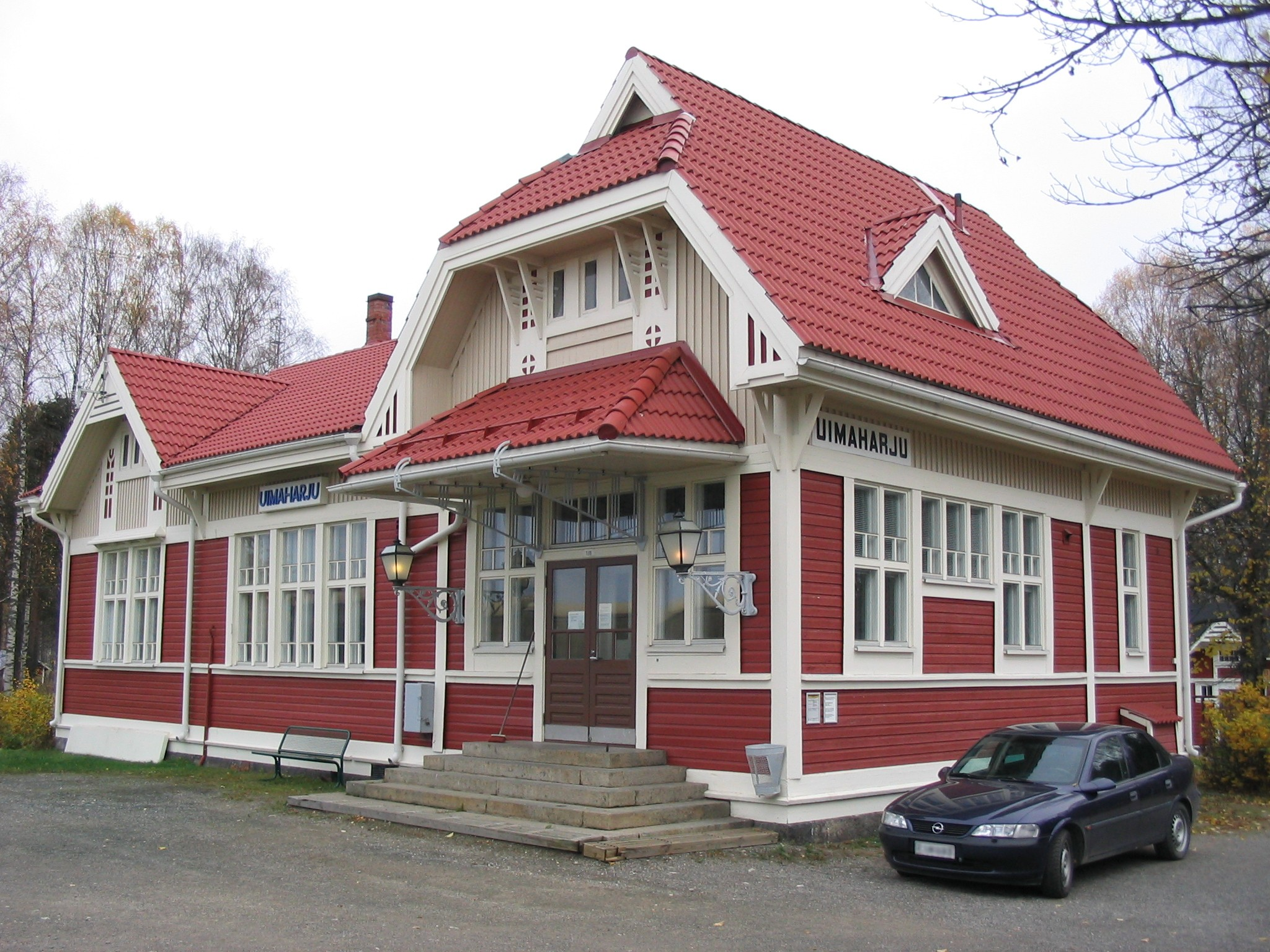
La gare de Uimaharju.
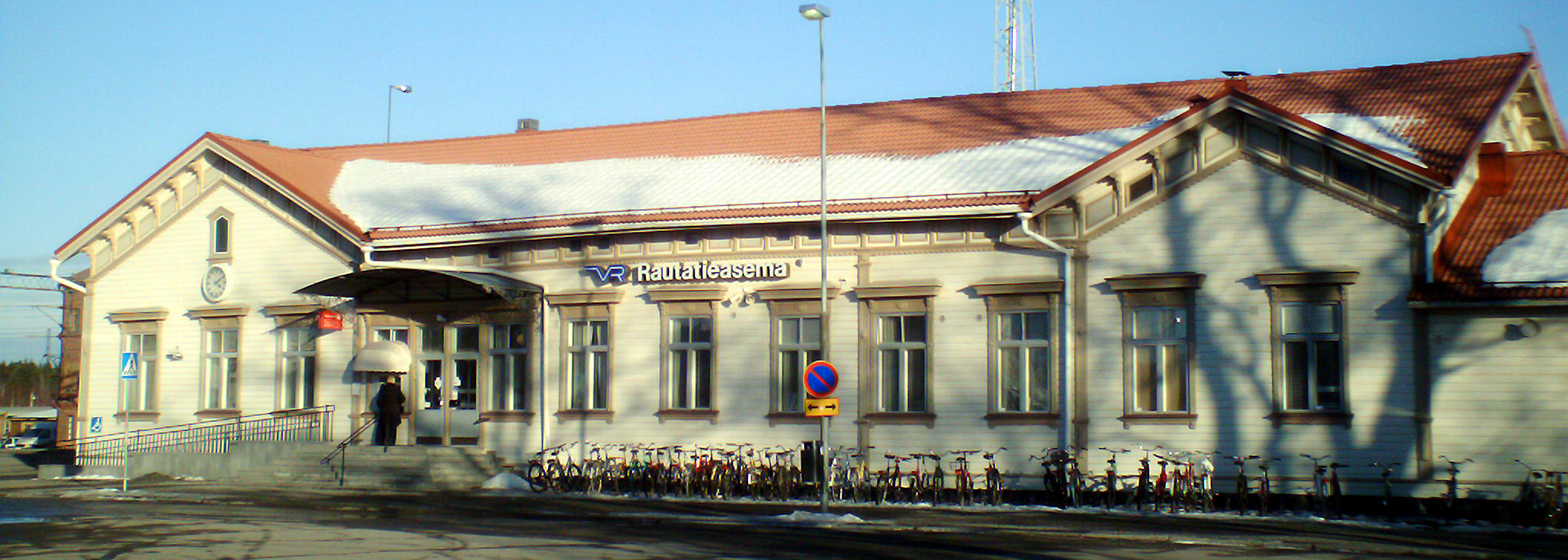
la gare de Joensuu.
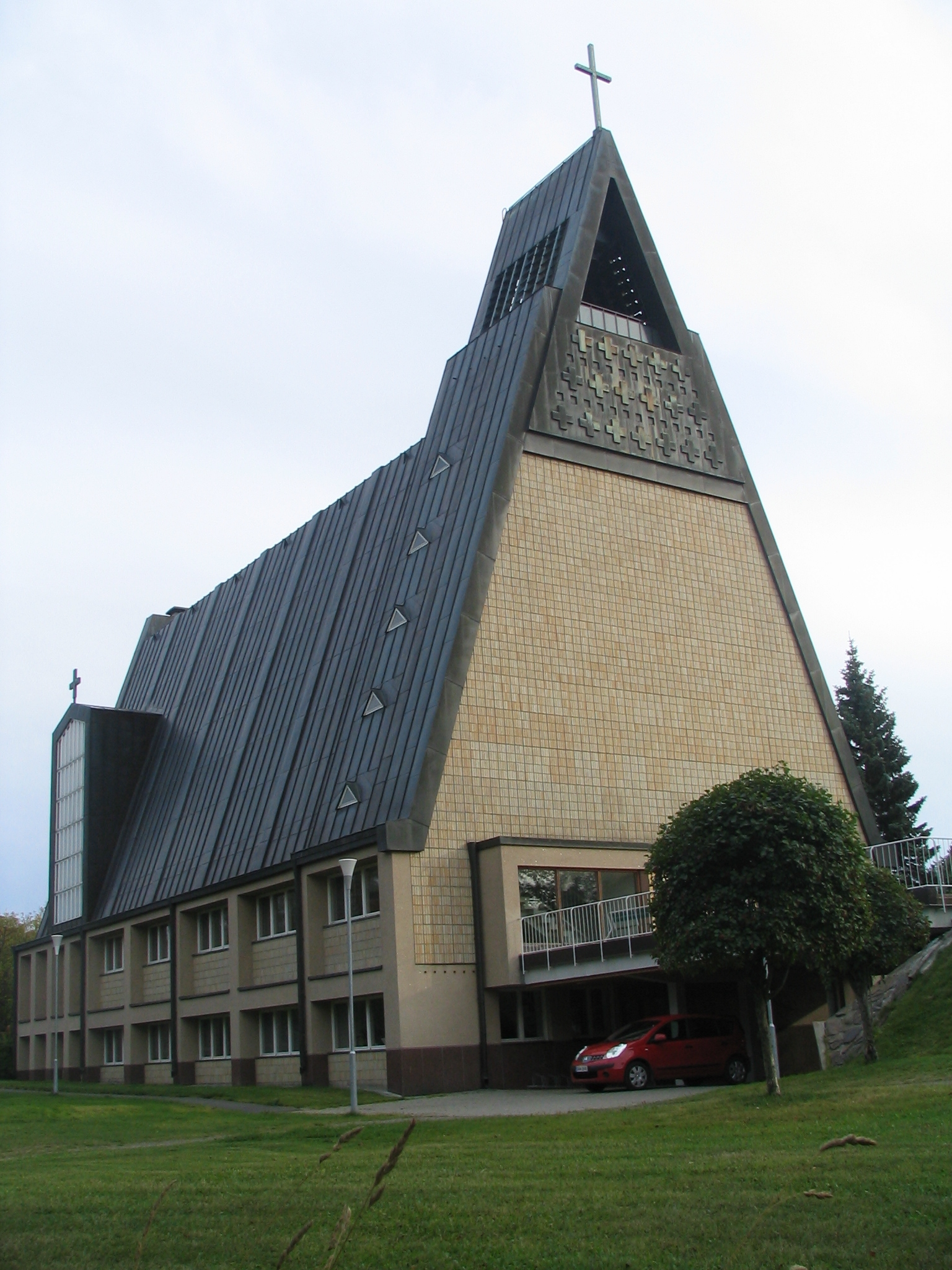
L'église de Pielisensuu.
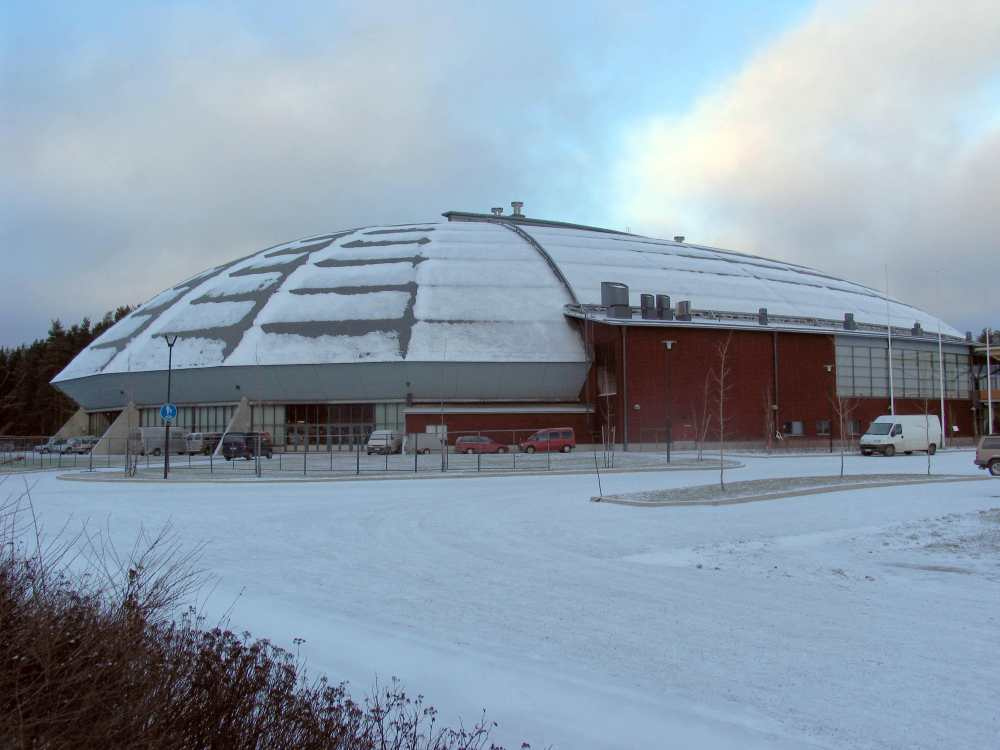
L'arène de Joensuu.
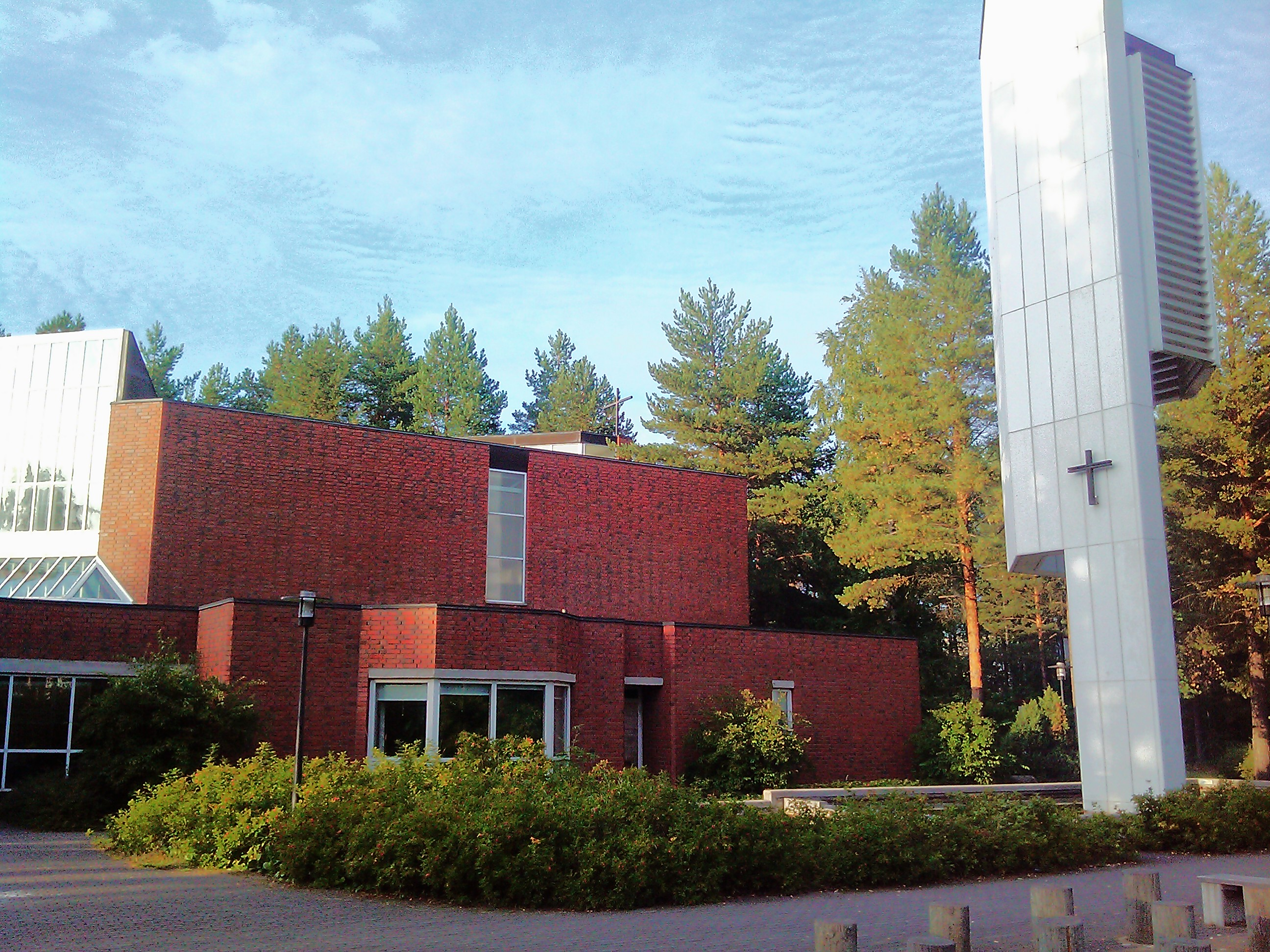
L'église de Rantakylä.
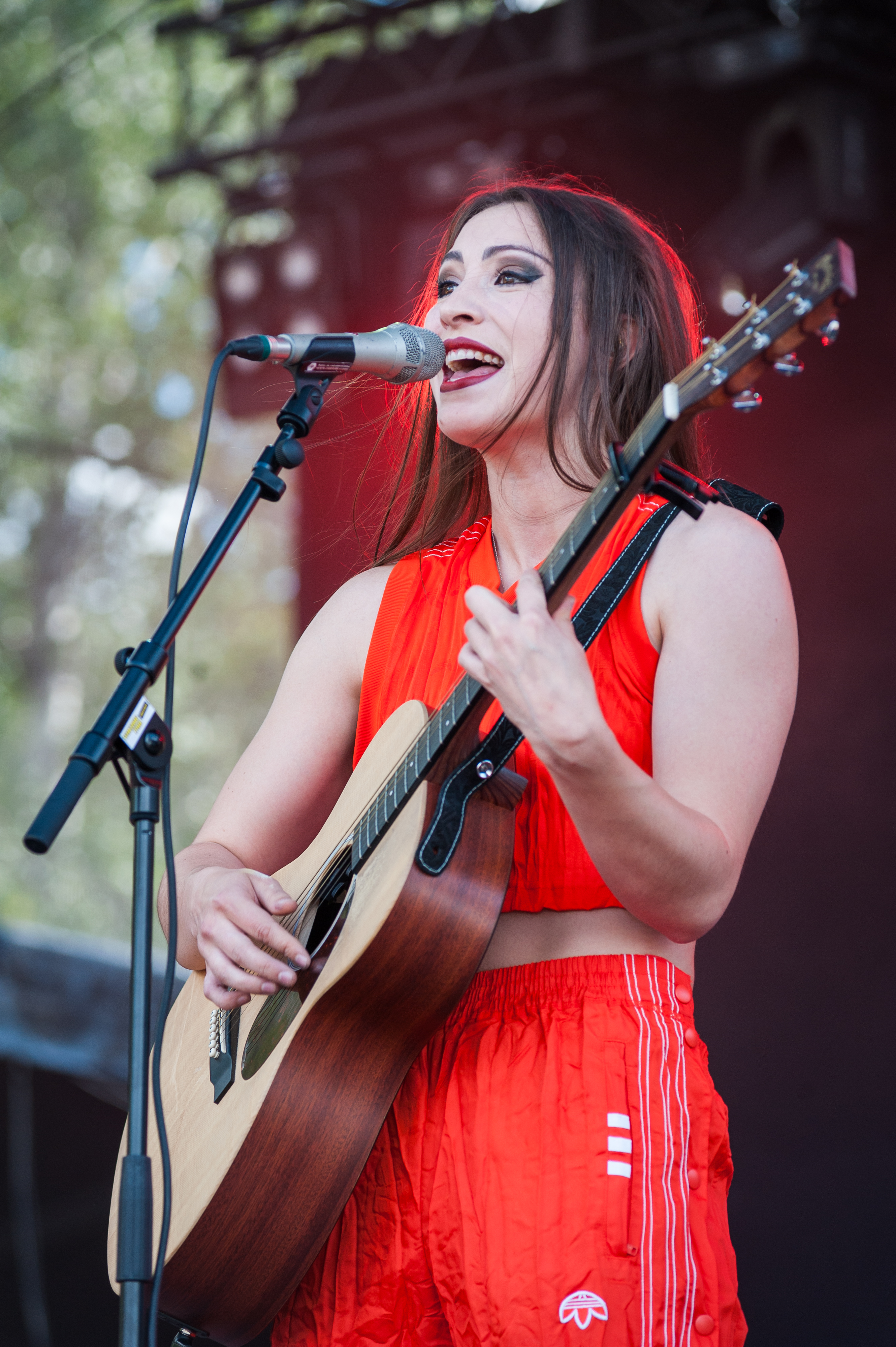
Ida Paul[16] à Joensuu.

## Personnalités
| - Rauno Bies, tireur sportif - Jari Ehrnrooth, écrivain - Arto Halonen (1964-) réalisateur - Toomas Heikkinen, coureur automobile - Henri Häkkinen, tireur sportif - Floor Jansen, musicien - Jukka Keskisalo, coureur - Heikki Kirkinen, professeur - Antti Kukkonen, ministre - Martti Lauronen, skieur - Sini Manninen (1944-2012), artiste peintre. - Hannu Mikkola (1942-2021), pilote de rallye, champion du monde 1983. - Krista Mikkonen, femme politique - Lauri Mononen, joueur de hockey - Riitta Myller, députée européenne - Kaisa Mäkäräinen, biathlète | - Jukka Nevalainen, musicien - Aki Parviainen, lanceur de javelot - Jouko Puhakka, écrivain - Matti Puhakka, homme politique - Markku Pölönen, réalisateur et scénariste - Tapani Raittila, peintre - Sami Repo, skieur - Seppo Sairanen, homme d'affaires - Eeva Tikka (1939-), écrivain - Pamela Tola, comédienne - Mikko Turunen, joueur de hockey - Ari Vatanen (1952-) pilote de rallye, champion du monde 1981. - Anu Vehviläinen, députée - Yrjö Väisälä, physicien, astronome - Kalle Väisälä, mathématicien - Vilho Väisälä, physicien |